# Wadi al-Salam
Wadi al-Salam (arabiska: وادي السلام, Fredens dal) är en muslimsk begravningsplats och ligger i den för shiamuslimer heliga staden Najaf, Irak. Wadi al-Salam är den största begravningsplatsen i världen. Här ligger profeterna Salih och Hud begravda. Dess area är på 917 hektar (9,17 km2).

## Bildgalleri

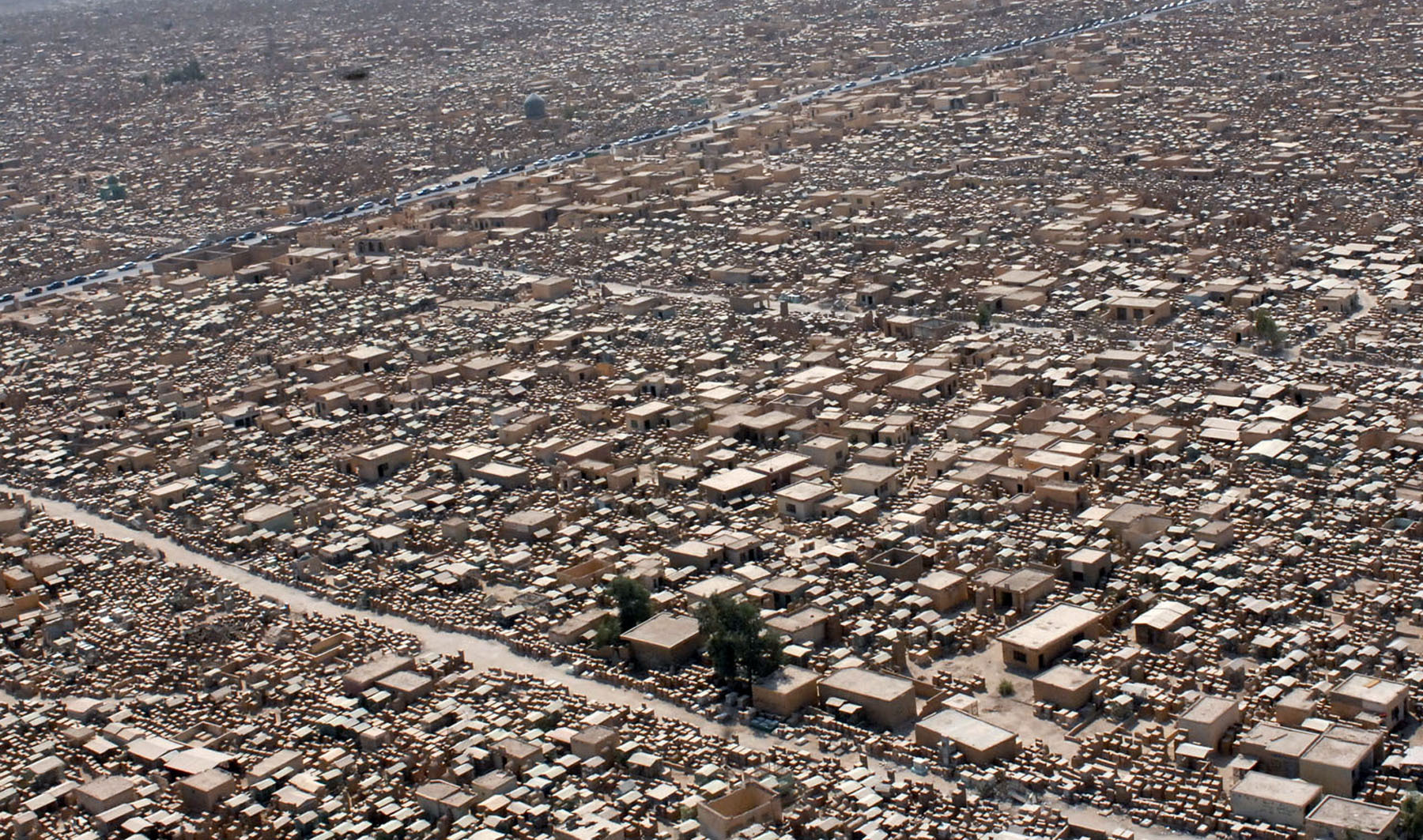
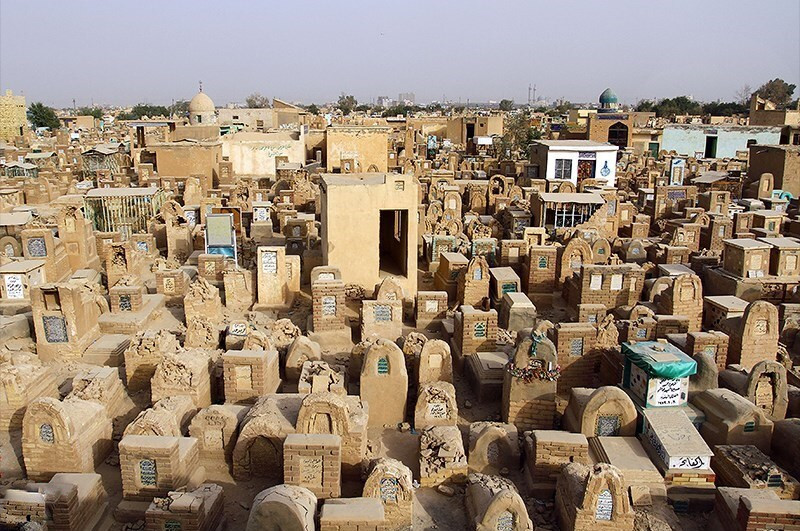
En del av Wadi al-Salam.
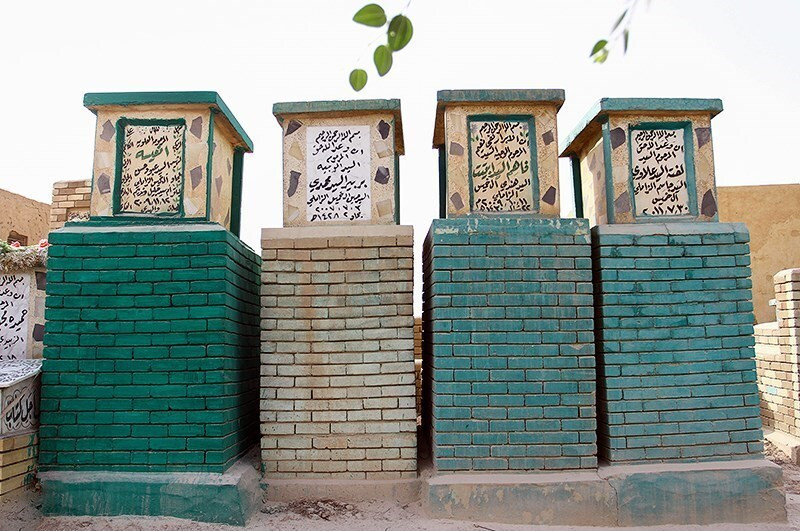
Fyra gravar.
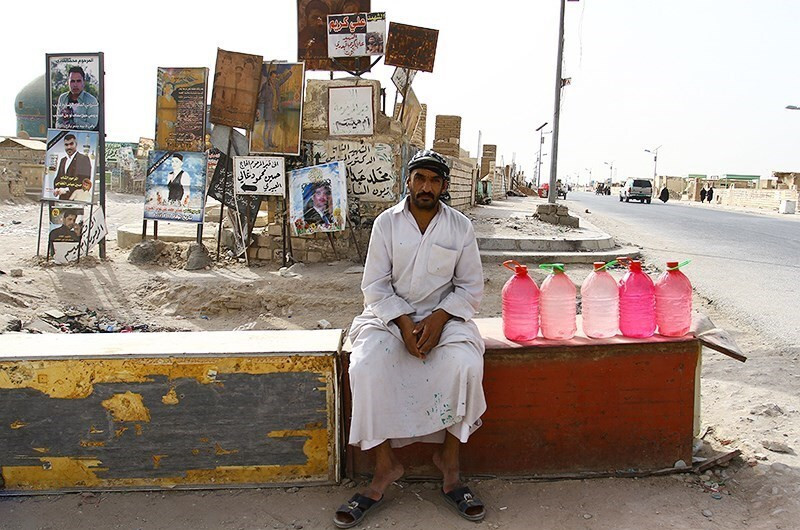
En man sitter på en bänk i begravningsplatsen.
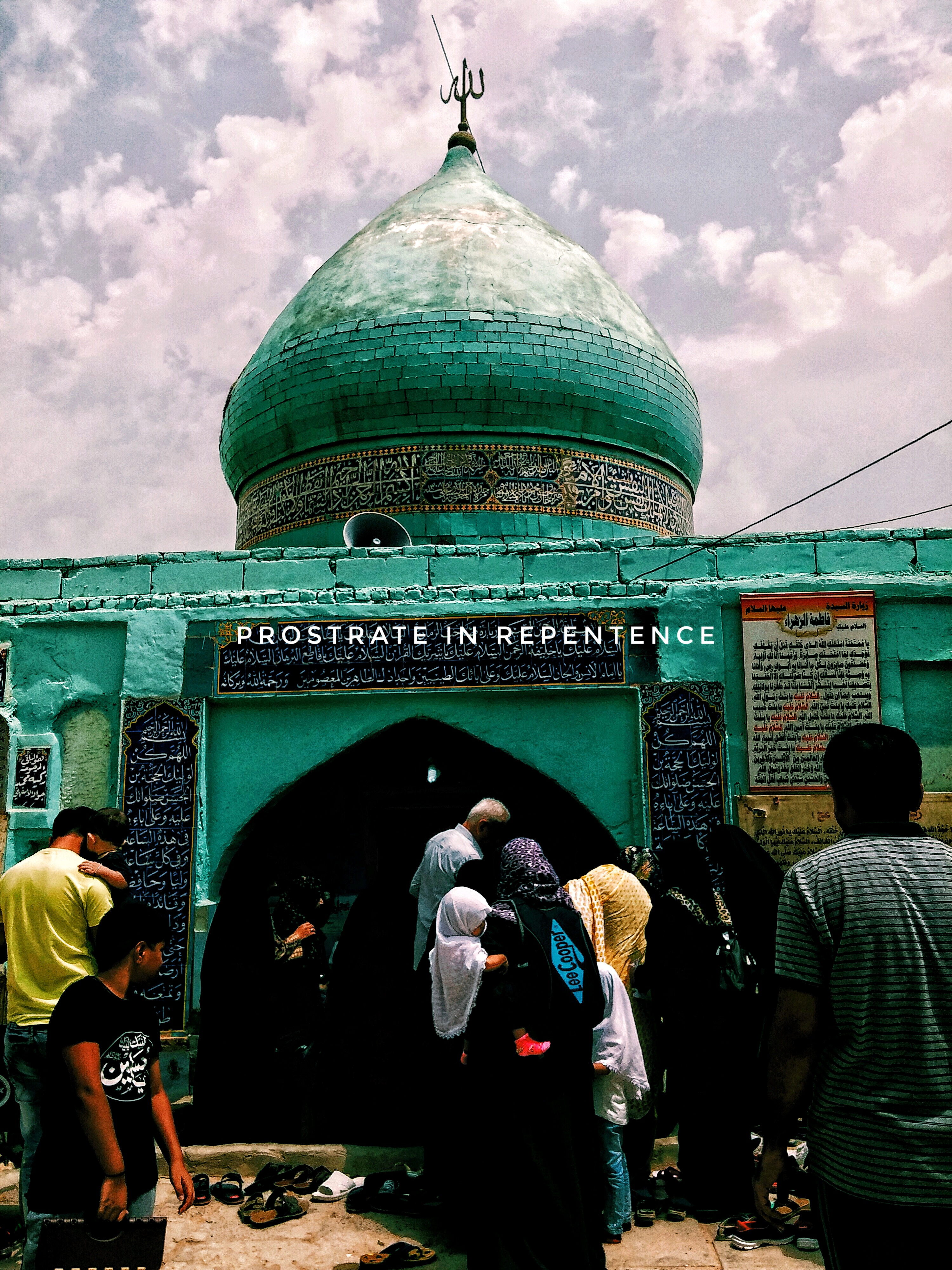
En helgedom som dedikerats till imam Mahdi is Wadi al-Salam.